# Caccobius pentagonus
Caccobius pentagonus là một loài bọ cánh cứng trong họ Bọ hung (Scarabaeidae).